# Анан Халілі
Ана́н Халілі́ (араб. عنان خلايلي; нар. 3 вересня 2004, Хайфа) — ізраїльський футболіст, вінгер бельгійського клубу «Юніон» і збірної Ізраїлю.

## Клубна кар'єра

### «Маккабі» (Хайфа)
2012 року почав займатися футболом в юнацькій команді «Бейтар» (Хайфа), а 2014 року приєднався до академії клубу «Маккабі» (Хайфа). 2 лютого 2022 року дебютував за основний склад «Маккабі», вийшовши на заміну в матчі Кубка Ізраїлю проти «Хапоель Хадера».
11 липня 2023 року дебютував в єврокубках у поєдинку кваліфікації Ліги чемпіонів УЄФА проти «Хамрун Спартанс» і забив свій перший гол за клуб. 22 липня став володарем Суперкубка Ізраїлю, відзначившись м'ячем проти «Бейтара». 3 вересня в матчі проти «Хапоеля» (Єрусалим) дебютував у Прем'єр-лізі. 10 грудня підписав новий контракт з «Маккабі» до 2027 року. Свій перший гол в Прем'єр-лізі забив 24 грудня в поєдинку проти «Хамрун Спартанс». Всього у сезоні 2023–24 забив 14 голів у 50 матчах, а також віддав 6 результативних передач.

### «Юніон»
17 червня 2024 року перейшов в бельгійський клуб «Юніон», підписавши чотирирічний контракт. 20 липня 2024 року дебютував за «Юніон», вийшовши на заміну Елтону Кабангу в матчі за Суперкубок Бельгії проти «Брюгге», і допоміг команді виграти трофей. 27 липня в поєдинку проти «Дендера» дебютував у бельгійській Про-лізі. 23 лютого 2025 року в матчі Про-ліги проти «Андерлехта» забив свій перший гол за «Юніон». В своєму дебютному сезоні допоміг «Юніону» виграти чемпіонат Бельгії вперше за 90 років.

## Кар'єра в збірній
Виступав за збірні Ізраїлю до 19, до 20 і до 21 року. 2023 року в складі збірної Ізраїлю до 21 року виступав на молодіжному чемпіонаті світу в Аргентині. На турнірі зіграв 4 матчі і забив 3 м'ячі, допомігши команді здобути бронзові медалі, де в матчі за 3-тє місце Ізраїль переміг Південну Корею. Також влітку 2023 року потрапив в заявку збірної до 21 року на молодіжний чемпіонат Європи в Румунії та Грузії. На турнірі провів усі 5 матчів своєї команди, яка дійшла до півфіналу, де поступилась англійцям.
15 листопада 2023 року дебютував за збірну Ізраїлю, вийшовши в стартовому складі матчу відбіркового турніру до чемпіонату Європи 2024 проти збірної Швейцарії.

## Особисте життя
Народився в арабській родині, яка родом з міста Сахнін. Його батько, Маджі, грав на позиції воротаря, а нині працює тренером в СК «Неве-Йосеф»

## Статистика виступів

### Клубна статистика
Станом на 9 серпня 2025
| Клуб              | Сезон             | Чемпіонат         | Чемпіонат | Чемпіонат | Кубок | Кубок | Кубок Тото | Кубок Тото | Єврокубки | Єврокубки | Інші  | Інші | Всього | Всього |
| Клуб              | Сезон             | Дивізіон          | Матчі     | Голи      | Матчі | Голи  | Матчі      | Голи       | Матчі     | Голи      | Матчі | Голи | Матчі  | Голи   |
| ----------------- | ----------------- | ----------------- | --------- | --------- | ----- | ----- | ---------- | ---------- | --------- | --------- | ----- | ---- | ------ | ------ |
| Маккабі (Хайфа)   | 2021–22           | Прем'єр-ліга      | 0         | 0         | 1     | 0     | 0          | 0          | 0         | 0         | —     | —    | 1      | 0      |
| Маккабі (Хайфа)   | 2022–23           | Прем'єр-ліга      | 0         | 0         | 0     | 0     | 0          | 0          | 0         | 0         | —     | —    | 0      | 0      |
| Маккабі (Хайфа)   | 2023–24           | Прем'єр-ліга      | 31        | 8         | 3     | 2     | 2          | 1          | 15        | 3         | 1     | 1    | 52     | 15     |
| Маккабі (Хайфа)   | Всього            | Всього            | 31        | 8         | 4     | 2     | 2          | 1          | 15        | 3         | 1     | 1    | 53     | 15     |
| Юніон             | 2024–25           | Про-ліга          | 33        | 2         | 2     | 0     | —          | —          | 9         | 0         | 1     | 0    | 45     | 2      |
| Юніон             | 2025–26           | Про-ліга          | 3         | 1         | 0     | 0     | —          | —          | 0         | 0         | 1     | 0    | 4      | 1      |
| Юніон             | Всього            | Всього            | 36        | 3         | 2     | 0     | 0          | 0          | 9         | 0         | 2     | 0    | 49     | 3      |
| Всього за кар'єру | Всього за кар'єру | Всього за кар'єру | 67        | 11        | 6     | 2     | 2          | 1          | 24        | 3         | 3     | 1    | 102    | 18     |

1. ↑  6 матчів і 1 гол Лізі чемпіонів УЄФА, 6 матчів в Лізі Європи УЄФА, 3 матчі та 2 голи в Лізі конференцій УЄФА
2. ↑  Матчі в Лізі Європи УЄФА
3. 1 2  Матчі в Суперкубку Бельгії

### Міжнародна статистика
Станом на 6 червня 2025 
| Збірна            | Сезон             | Товариські | Товариські | Офіційні | Офіційні | Всього | Всього |
| Збірна            | Сезон             | Матчі      | Голи       | Матчі    | Голи     | Матчі  | Голи   |
| ----------------- | ----------------- | ---------- | ---------- | -------- | -------- | ------ | ------ |
| Ізраїль           |                   |            |            |          |          |        |        |
| 2023              | 0                 | 0          | 3          | 0        | 3        | 0      |        |
| 2024              | 0                 | 0          | 6          | 0        | 6        | 0      |        |
| 2025              | 0                 | 0          | 2          | 0        | 2        | 0      |        |
| Всього за кар'єру | Всього за кар'єру | 0          | 0          | 11       | 0        | 11     | 0      |

### Матчі за збірну
Станом на 6 червня 2025 
| Матчі Анана Халілі за збірну Ізраїлю | Матчі Анана Халілі за збірну Ізраїлю | Матчі Анана Халілі за збірну Ізраїлю | Матчі Анана Халілі за збірну Ізраїлю | Матчі Анана Халілі за збірну Ізраїлю | Матчі Анана Халілі за збірну Ізраїлю | Матчі Анана Халілі за збірну Ізраїлю | Матчі Анана Халілі за збірну Ізраїлю |
| №                                    | Дата                                 | Суперник                             | Рахунок                              | Голи                                 | Картки                               | Хвилини                              | Змагання                             |
| ------------------------------------ | ------------------------------------ | ------------------------------------ | ------------------------------------ | ------------------------------------ | ------------------------------------ | ------------------------------------ | ------------------------------------ |
| 1                                    | 15 листопада 2023                    | Швейцарія                            | 1–1                                  |                                      |                                      | 81'                                  | Відбіркові матчі ЧЄ-2024             |
| 2                                    | 18 листопада 2023                    | Румунія                              | 1–2                                  |                                      |                                      | 76'                                  | Відбіркові матчі ЧЄ-2024             |
| 3                                    | 21 листопада 2023                    | Андорра                              | 2–0                                  |                                      |                                      | 45'                                  | Відбіркові матчі ЧЄ-2024             |
| 4                                    | 21 березня 2024                      | Ісландія                             | 1–4                                  |                                      |                                      | 71'                                  | Відбіркові матчі ЧЄ-2024 (плей-оф)   |
| 5                                    | 6 вересня 2024                       | Бельгія                              | 1–3                                  |                                      |                                      | 90'                                  | Ліга націй УЄФА 2024–25 (А)          |
| 6                                    | 9 вересня 2024                       | Італія                               | 1–2                                  |                                      |                                      | 45'                                  | Ліга націй УЄФА 2024–25 (А)          |
| 7                                    | 10 жовтня 2024                       | Франція                              | 1–4                                  |                                      |                                      | 28'                                  | Ліга націй УЄФА 2024–25 (А)          |
| 8                                    | 14 жовтня 2024                       | Італія                               | 1–4                                  |                                      |                                      | 26'                                  | Ліга націй УЄФА 2024–25 (А)          |
| 9                                    | 14 листопада 2024                    | Франція                              | 0–0                                  |                                      |                                      | 6'                                   | Ліга націй УЄФА 2024–25 (А)          |
| 10                                   | 25 березня 2025                      | Норвегія                             | 2–4                                  |                                      |                                      | 12'                                  | Відбіркові матчі ЧС-2026             |
| 11                                   | 6 червня 2025                        | Естонія                              | 3–1                                  |                                      |                                      | 23'                                  | Відбіркові матчі ЧС-2026             |

Всього: 11 матчів / 0 голів; 2 перемоги, 2 нічиї, 7 поразок.

## Досягнення
«Маккабі» (Хайфа)
- Володар Суперкубка Ізраїлю: 2023

«Юніон»
- Чемпіон Бельгії: 2024–25[22]
- Володар Суперкубка Бельгії: 2024[23]

Збірна Ізраїлю (мол.)
- Бронзовий призер молодіжного чемпіонату світу: 2023

Особисті
- Гравець місяця бельгійської Про-ліги: квітень 2025